# 乔奈巴扎尔
乔奈巴扎尔（Jonai Bazar），是印度阿萨姆邦Dhemaji县的一个城镇。总人口5172（2001年）。

## 人口
该地2001年总人口5172人，其中男性2741人，女性2431人；0—6岁人口852人，其中男443人，女409人；识字率65.47%，其中男性为73.51%，女性为56.40%。